# Thailändische Badmintonmeisterschaft 2024
Die Thailändische Badmintonmeisterschaft 2024 fand vom 18. bis zum 22. Dezember 2024 in Nonthaburi statt.

## Medaillengewinner
| Disziplin    | Gold                                           | Silber                                      | Bronze                                       |
| ------------ | ---------------------------------------------- | ------------------------------------------- | -------------------------------------------- |
| Herreneinzel | Wongsup Wongsup-In                             | Puritat Arree                               | Tanawat Yimjit                               |
| Herreneinzel | Wongsup Wongsup-In                             | Puritat Arree                               | Saran Jamsri                                 |
| Dameneinzel  | Pornpicha Choeikeewong                         | Lalita Sattayathadakoon                     | Thidaporn Glibyisoon                         |
| Dameneinzel  | Pornpicha Choeikeewong                         | Lalita Sattayathadakoon                     | Thamonwan Nitiitthikrai                      |
| Herrendoppel | Woraphon Thongsanga Chaloempon Charoenkitamorn | Tanupat Viriyangkura Weeraphat Phakjarung   | Paranyu Khaosamang Thanadol Panpanich        |
| Herrendoppel | Woraphon Thongsanga Chaloempon Charoenkitamorn | Tanupat Viriyangkura Weeraphat Phakjarung   | Wachirawit Sothon Thanawin Madee             |
| Damendoppel  | Nuntakarn Aimsaard Benyapa Aimsaard            | Hathaithip Mijad Napapakorn Tungkasatan     | Pichamon Phatcharaphisutsin Nannapas Sukklad |
| Damendoppel  | Nuntakarn Aimsaard Benyapa Aimsaard            | Hathaithip Mijad Napapakorn Tungkasatan     | Patida Srisawat Huzwaney Momin               |
| Mixed        | Ratchapol Makkasasithorn Nattamon Laisuan      | Ruttanapak Oupthong Jhenicha Sudjaipraparat | Phuwanat Horbanluekit Fungfa Korpthammakit   |
| Mixed        | Ratchapol Makkasasithorn Nattamon Laisuan      | Ruttanapak Oupthong Jhenicha Sudjaipraparat | Tanupat Viriyangkura Chasinee Korepap        |